# 利夫萊克鎮區 (明尼蘇達州奧特泰爾縣)
利夫萊克鎮區（英語：Leaf Lake Township）是位於美國明尼蘇達州奧特泰爾縣的一個行政鎮區。

## 地方資料
利夫萊克鎮區的面積為92.17平方千米，當中陸地面積為84.70平方千米，而水域面積為7.47平方千米。根據2020年美國人口普查的數據，當地共有人口637人，而人口密度為每平方千米6.91人。